# Paola Marrati
 (octobre 2012).
Paola Marrati ou Paola Marrati-Guénoun est une philosophe américaine d'origine italienne. Elle est professeure à l'université Johns-Hopkins de Baltimore depuis 2003, où elle enseigne la philosophie française moderne et contemporaine. Elle a été directrice de programme au Collège international de philosophie (CIPh) de 2001 à 2007.

## Biographie
Avant d'enseigner aux États-Unis, Paola Marrati occupait une chaire de philosophie de l'art et de la culture à l'Université d'Amsterdam. Elle a fait ses études à l'Università degli Studi di Pisa (Italie) puis elle a obtenu un DEA à l'École des hautes études en sciences sociales (EHESS) ; elle a complété un doctorat en philosophie à l'Université Marc-Bloch de Strasbourg.
Ses recherches portent notamment sur la philosophie contemporaine française, en particulier sur Jacques Derrida et Gilles Deleuze (surtout sur les rapports de ce dernier avec le cinéma). Elle s'intéresse aussi à la phénoménologie, aux Gender studies et, plus récemment, à Georges Canguilhem.

## Publications
- La genèse et la trace : Derrida lecteur de Husserl et Heidegger, Dordrecht, Dordrecht ; Boston, Kluwer Academic Publishers, « Phaenomenologica », 1998.  (ISBN 0-7923-4969-5)
- Gilles Deleuze, cinéma et philosophie, Paris, Presses universitaires de France, « Philosophies », 2003.  (ISBN 2-13-052443-5)

### Ouvrages collectifs
- François Zourabichvili, Anne Sauvagnargues, Paola Maratti, La philosophie de Deleuze, Paris, Presses universitaires de France, « Quadrige. Manuels », 2004. Réunit : « Deleuze, une philosophie de l'événement » par François Zourabichvili ; « Deleuze, de l'animal à l'art » par Anne Sauvagnargues ; « Deleuze, cinéma et philosophie » par Paola Marrati.  (ISBN 2-13-054738-9)
- avec Todd Meyers (éd.), George Canguilhem, Knowledge of Life, Fordham University Press, 2008.  (ISBN 0-8232-2925-4)